# Salacia flavidula
Salacia flavidula är en nässeldjursart som beskrevs av Watson 2000. Salacia flavidula ingår i släktet Salacia och familjen Sertulariidae. Inga underarter finns listade i Catalogue of Life.